# Estação de Narrandera

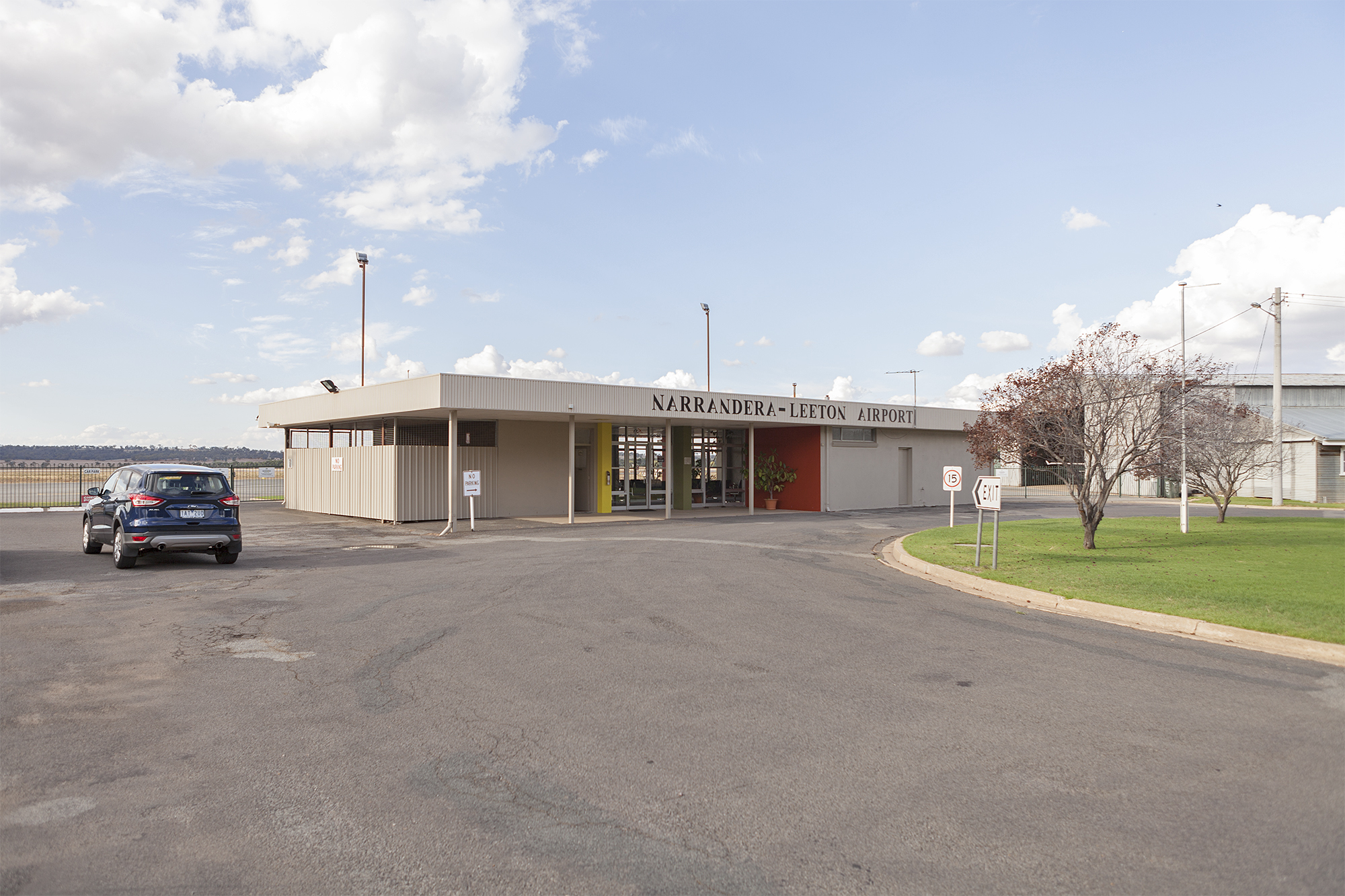
Aeroporto de Narrandera, Austrália.

O Aeroporto de Narrandera (IATA: NRA, ICAO: YNAR) é um pequeno aeroporto regional na área de Narrandera, na região de Riverina, Nova Gales do Sul, Austrália. O aeroporto está localizado 7,4 Km a noroeste de Narrandera.
Antes de ser um aeroporto, foi um complexo militar da Real Força Aérea Australiana, e foi usado durante a Segunda Guerra Mundial.